# David Álvarez (labdarúgó)
David Álvarez (Gijón, 1994. december 18. –) spanyol labdarúgó, a Deportivo La Coruña csatárja.

## Pályafutása
Álvarez a spanyolországi Gijón városában született. Az ifjúsági pályafutását a Luarca és a Real Avilés csapataiban kezdte, majd 2012-ben a Real Oviedo akadémiájánál folytatta.
2012-ben mutatkozott be a Real Avilés tartalékcsapatában. 2013-ban a Real Oviedohoz igazolt. 2013 és 2020 között több spanyol másodosztályú és harmadosztályú klubnál szerepelt, játszott például a Langreo, a Caudal, a Zamora, a Rápido Bouzas és  a Cercera csapataiban is.
2020-ban a harmadosztályú Ibiza szerződtette. A 2020–21-es szezonban feljutottak a La Liga 2-be. Először a 2021. augusztus 13-ai, Real Zaragoza ellen 0–0-ás döntetlennel zárult mérkőzés 64. percében, Ekain Zenitagoia cseréjeként lépett pályára. Első ligagólját 2022. január 2-án, a Fuenlabrada ellen 2–1-re megnyert találkozón szerezte meg.
2022. július 1-jén kétéves szerződést kötött a lengyel első osztályban érdekelt Wisła Płock együttesével. 2022. július 17-én, a Lechia Gdańsk ellen hazai pályán 3–0-ás győzelemmel zárult bajnokin debütált, majd a 77. percben meg is szerezte első gólját a klub színeiben. 2023. január 31-én a belga KAS Eupen csapatához szerződött. 2023-ban visszatért Spanyolországba, és a Deportivo La Coruñánál játszott tovább.

## Statisztikák
2023. április 15. szerint
| Klub        | Szezon   | Osztály            | Bajnokság | Bajnokság | Kupa és Ligakupa | Kupa és Ligakupa | Nemzetközi | Nemzetközi | Összesen | Összesen |
| Klub        | Szezon   | Osztály            | Meccs     | Gól       | Meccs            | Gól              | Meccs      | Gól        | Meccs    | Gól      |
| ----------- | -------- | ------------------ | --------- | --------- | ---------------- | ---------------- | ---------- | ---------- | -------- | -------- |
| Ibiza       | 2020–21  | Segunda División B | 25        | 10        | 3                | 0                | —          | —          | 28       | 10       |
| Ibiza       | 2021–22  | Segunda División   | 35        | 2         | 2                | 2                | —          | —          | 37       | 4        |
| Ibiza       | Összesen | Összesen           | 60        | 12        | 5                | 2                | 0          | 0          | 65       | 14       |
| Wisła Płock | 2022–23  | Ekstraklasa        | 18        | 9         | 2                | 0                | —          | —          | 20       | 9        |
| KAS Eupen   | 2022–23  | Jupiler League     | 7         | 0         | 0                | 0                | —          | —          | 7        | 0        |
| Összesen    | Összesen | Összesen           | 85        | 21        | 7                | 2                | 0          | 0          | 92       | 23       |